# Gruppo di NGC 1222
Il Gruppo di NGC 1222 comprende almeno sei galassie situate nella costellazione dell'Eridano.
La distanza media tra il centro di massa di questo gruppo e la nostra Via Lattea è di circa 100 milioni di anni luce (30,7 Mpc).

## Membri
Le galassie componenti il gruppo, nell'ordine indicato nell'articolo di Garcia del 1993, sono elencate nella tabella sottostante.
| Nome        | Classificazione | Tipo                   | RA (J2000.0)  | DEC (J2000.0) | Velocità radiale (km/s) | Magnitudine apparente | Distanza (Mpc) | Dimensioni (kal) |
| ----------- | --------------- | ---------------------- | ------------- | ------------- | ----------------------- | --------------------- | -------------- | ---------------- |
| NGC 1222    | S0- pec:        | Lenticolare            | 03h 08m 56.7s | -02° 57′ 19″  | 2422 ± 5                | 12,5                  | 33,0 ± 2,3     | 32               |
| NGC 1248    | SA0^0(s)?       | Lenticolare            | 03h 12m 48.5s | -05° 13′ 29″  | 2217 ± 5                | 12,5                  | 30,1 ± 2,1     | 35               |
| MGC -1-9-13 | SA(s)m          | Spirale magellanica    | 03h 11m 13.6s | -04° 14′ 50″  | 2234 ± 6                | 14,8435               | 30,3 ± 2,1     | 47               |
| MGC -1-9-21 | IB(s)m          | Irregolare magellanica | 03h 14m 38.3s | -04° 46′ 26″  | 2218 ± 6                | 13,43                 | 30,1 ± 2,1     | 57               |
| MGC -1-9-24 | Sab             | Spirale                | 03h 16m 00.5s | -05° 29′ 57″  | 2316 ± 5                | 13,94 ± 0,12          | 31,6 ± 2,2     | 59               |
| MK 604      | Sc              | Spirale                | 03h 12m 47.4s | -05° 16′ 07″  | 2161 ± 4                | 15,5                  | 29,2 ± 2,1     | 29               |

Il sito DeepskyLog permette di trovare agevolmente le costellazioni in cui sono situate le galassie; in alternativa si possono utilizzare le coordinate delle galassie per individuarle. Se non altrimenti indicato, le coordinate sono quelle fornite dal sito NASA/IPAC (National Aeronautics and Space Administration / Infrared Processing and Analysis Center).